# 八戸マノン
八戸マノン劇場（はちのへマノンげきじょう）は、かつて青森県八戸市にあったストリップ劇場。別名はマノンヌード劇場。2016年（平成28年）の閉館時点では日本最北端のストリップ劇場だった。

## 公演
建物に入ってすぐステージがある。客席はパイプ椅子である。
基本的に15:00からの開演ではあるが、開演前の入場者もおり、ビデオ鑑賞などのサービスもある。以前は宣伝カーで宣伝をしていた。
八戸市にはかつて成人映画館の湊文化劇場や、別のストリップ劇場の東北劇場もあった。

## 近隣施設
- 本八戸駅
- 三八城公園
- 八戸市役所
- 八戸市公会堂

## 交通アクセス
- JR八戸線本八戸駅南口より徒歩2分